# Малая Полянка (деревня)
Малая Полянка — деревня в Чистопольском районе Татарстана. Входит в состав Четырчинского сельского поселения.

## География
Находится в центральной части Татарстана на расстоянии приблизительно 19 км по прямой на востоко-северо-восток от районного центра города Чистополь в 2 км от берега Куйбышевского водохранилища.

## История
Основана в начале XIX века. Упоминалась также как Полянки, Малые Четырчи.

## Население
Постоянных жителей было: в 1859 — 79, в 1897 — 209, в 1908 — 243, в 1920 — 264, в 1926 — 222, в 1949 — 161, в 1958 — 157, в 1970 — 114, в 1979 — 83, в 1989 — 47, в 2002 — 27 (русские 100 %), 9 в 2010.